# Eugenio Pino Sánchez
Eugenio Pino Sánchez (Madrid, 1952) és un comissari de la Policia Nacional, actualment jubilat, que va ser Director Adjunt de la Policia (DAO) entre els anys 2008-2016.

## Biografia
Pino va ingressar en la Policia al juliol de l'any 1974 i és comissari principal, càrrec més alt dins de la policia, des de juny de l'any 2008.
Al llarg de la seva carrera ha exercit funcions en la divisió de personal, analista en la Comissaria General d'Informació i cap de les Unitats d'Intervenció Policial (antidisturbis) entre els anys 1997 i 2005. L'any 2005 va ser destinat com a comissari cap a la Comissaria d'Osca. Sent rellevat pel comissari Antonio Placer i posteriorment pel comissari Enrique Pamiés, principal condemnat pel Cas Faisà, al que Eugenio Pino va obligar a demanar un canvi de destinació quan es va destapar aquest cas i el va substituir pel seu amic, el comissari Fernando Pascual, al que va voler premiar, segons un diari, amb aquest càrrec.

## Escàndols
Alguns assenyales que Eugenio Pino ha estat el cap de Policia més qüestionat dels últims temps. S'apunta que durant els quatre anys que va ser el seu número 2 va portar al cos policial al major dels seus descrèdits. i fonts policials reconeixen que es va a trigar anys a recuperar el prestigi perdut durant la gestió de Pino. Va ser l'organitzador de la coneguda com a policia patriòtica, de l'Operació Catalunya i de les conegudes com a Clavegueres de l'Estat.
Ha estat esquitxat en la causa per la qual s'investiga al excomisari José Manuel Villarejo. Assumptes Interns de la Policia Nacional ha detectat que Pino va tenir coneixement i va autoritzar la coneguda com a Operació Kitchen. Pino i Villarejo van robar proves que vinculaven al marit de la llavors ministra Cospedal.

## Guerra de comissaris
Sota el seu mandat es va desenvolupar la coneguda com a «guerra dels comissaris», entre els quals estarien implicats els comissaris José Manuel Villarejo i Marcelino Martín-Blas.